# Konststölder i Sverige
Konststölder i Sverige har förekommit under alla tidsperioder och även i olika former, där även konfiskation ingått. Här beskrivs dock stölder som skett i mer modern tid, främst efter 1980-talet.

## Bakgrund
Konststöld innebär att man stjäl konst, oftast i syfte att tjäna pengar illegalt. Tjuvarna kan till exempel sälja tillbaka konstverken till ägaren eller försäkringsbolaget för en lösensumma. En annan variant är att man säljer konsten vidare, antingen till en köpare som vet att det är stöldgods (häleri) eller till någon omedveten om att den är stulen. Ett alternativ till försäljning för de kriminella är att använda konstföremålen som säkerhet vid narkotika- och vapenaffärer. Det anses lättare att sälja mindre kända konstföremål. Det är till exempel populärt att stjäla kyrksilver i Sverige.
Konststöld är världens fjärde mest lönsamma brott, enligt Svensk Polis, en tidning från rikspolisstyrelsen.
Det har endast skett ett fåtal uppmärksammade konststölder i Sverige, men till exempel konstkuppen mot Moderna Museet 1993, då tavlor till ett beräknat värde av nästan 500 miljoner kronor stals, och mot Nationalmuseum 2000, där konst till ett värde av 300 miljoner kronor stals, räknas som några av konsthistoriens fräckaste kupper.

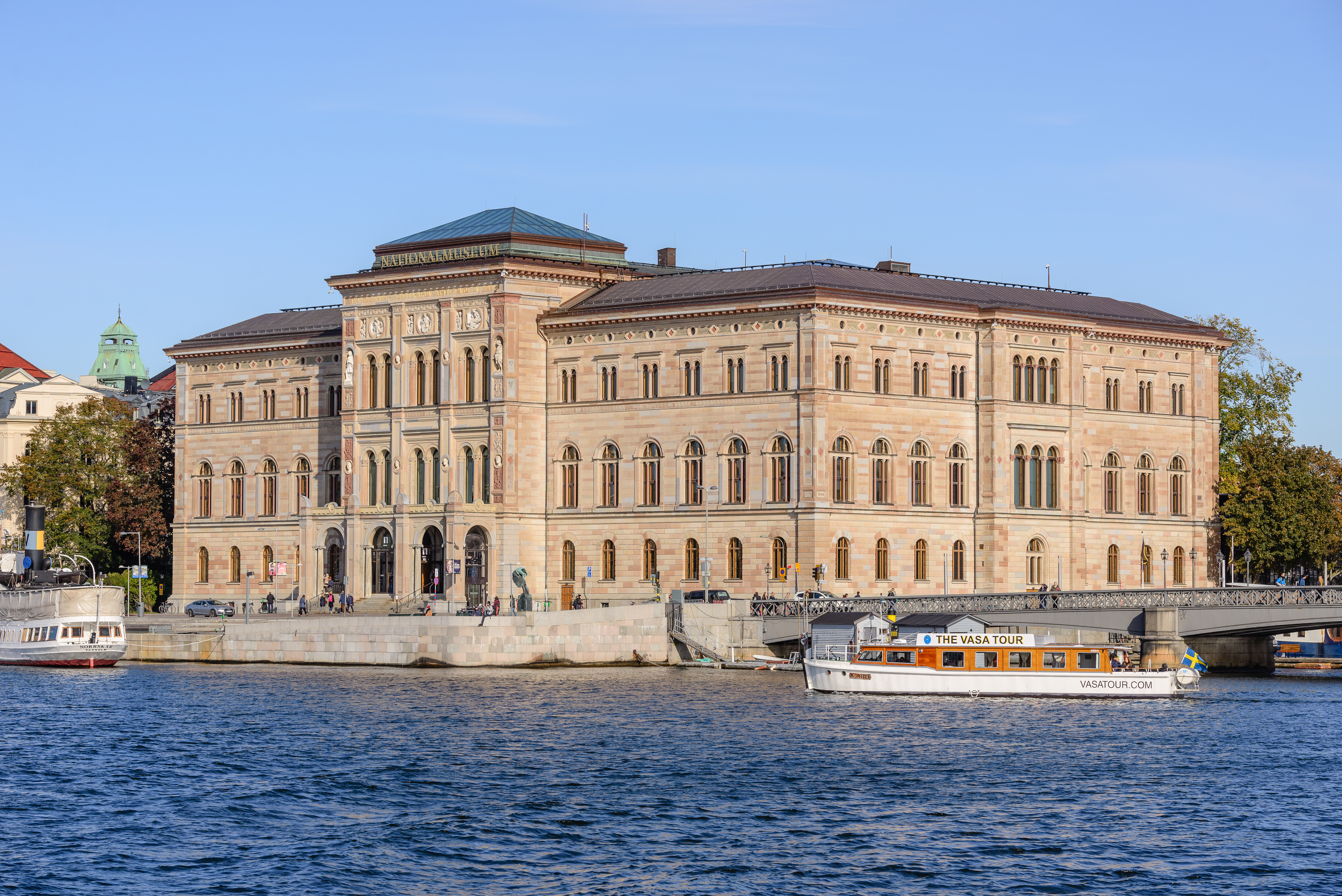
Nationalmuseum, Stockholm

## Rififikupp
Rififikupp kallas inbrott då förövare tar sig in genom taket till lokaler eller affärsutrymmen med syfte att stjäla eller råna. Även rånkupper som genomförs genom att förövarna (försiktigt och utan att utlösa larm) tar sig in i lokaler genom väggar eller golv kallas vanligtvis för rififikupper.
Konststölden på Moderna Museet 1993, den största konststölden i Sveriges historia, var en rififikupp.
Även helikopterrånet i Västberga 2009 räknas som rififikupp (det var dock inte en konststöld).
Rififikupper är uppkallade efter Auguste Le Bretons roman Du rififi chez les hommes (1954).

## Kända konststölder
| Konststöld                      | Datum | Sammanfattning | Källor            |
| ------------------------------- | ----- | --- | ----------------- |
| Konstkuppen på Galleri Couleur  | 2020  | Vid 04-tiden den 30 januari 2020 skedde konstkuppen på Galleri Couleur på Linnégatan. Larmet gick och när polisen kom till platsen var gärningsmännen borta. Enligt vissa uppgifter sågs tjuvarna lämna platsen i en mörk Audi. Gärningsmännen hade tagit sig in i lokalen genom att krossa entrérutan. Enligt Couleurs ägare Peder Enström blev 12 skulpturer stulna, alla gjorda av spanske konstnären Salvador Dalí. Konstverken är värda mellan 200 000 och 500 000 kronor styck. Det är inte första gången verk från Dalí blivit stulna. Så sent som i oktober 2019 försvann etsningen "The giraffe on Fire" från ett galleri i amerikanska San Francisco. Tavlan värderades till cirka 200 000 kronor. | [ 6 ] [ 7 ] [ 8 ] |
| Nationalmuseum                  | 2000  | Den 22 december 2000, en kvart innan stängning, rusade tre maskerade män beväpnade med automatvapen in på Nationalmuseum i Stockholm. En av gärningsmännen tvingade ner kvarvarande besökare och personal på golvet medan de andra två rusade uppför trapporna. Det tog bara några minuter tills de kom tillbaka med några små tavlor i händerna. Det som stals var ett självporträtt av Rembrandt, knappt större än ett vykort, och två små oljemålningar av Renoir. Värdet av det stulna låg på närmare 300 miljoner kronor. Gärningsmännen sprang ut genom stora ingången och över gatan till Nybrokajen. Där väntade en motorbåt som försvann i mörkret. Flera personer hade sett tjuvarna hoppa ner i båten och köra ut ur Nybroviken. En skeppare på en Djurgårdsfärja hade fått syn på en motorbåt som hade kört in i Danvikskanalen. Några timmar senare hittades den övergivna båten under Skanstullsbron. Nationalmuseum och polis anade att tjuvarna tänkte försöka sälja tillbaka konstverken till museet. Precis som de trodde kontaktades Nationalmuseum av en advokat som erbjöd sig fixa tillbaka konstverken för 10 miljoner kronor. Man anordnade ett möte på ett kafe på Odengatan där en polis utklädd till konstexpert träffade advokaten och två andra män. Det visade sig att advokaten hade tagit med sig en av de stulna Renoir-målningarna och visade upp den för polisen. Sammanlagt blev 13 personer åtalade för delaktighet i konstkuppen. En löst sammansatt grupp av brottslingar visade sig ligga bakom dådet, och sommaren 2005 hade samtliga konstverk spårats och förts tillbaka till Nationalmuseum. Huvudmannen bakom rånet, en man med rysk bakgrund, dömdes till åtta års fängelse trots sitt nekande.                                       | [ 10 ] [ 11 ]     |
| Thielska galleriet              | 2000  | Sex tavlor av Anders Zorn, Bruno Liljefors och Olof Sager-Nelson stals i juni vid en kupp mot Thielska galleriet på Djurgården i Stockholm. Tavlornas värde uppskattades till 25-30 miljoner kronor. | [ 12 ]            |
| Österbybruk                     | 1999  | I augusti 1999 stals elva oljemålningar av Bruno Liljefors, värda omkring fem miljoner kronor, från Liljeforsateljén i Österbybruk i Uppland. | [ 12 ]            |
| LO:s kursgård Runö folkhögskola | 1994  | Åtta målningar av Sven X-et Erixson stals från LO:s kursgård Runö i Åkersberga. Verken värderades till mellan 1,5 och 2 miljoner kronor. | [ 12 ]            |
| Moderna Museet                  | 1993  | Måndagen den 8 november 1993 klockan 08:46 larmades polis till Moderna Museet i Stockholm med anledning av inbrott. Strax före klockan 18:00 den 7 november låste väktaren Alexander Olsson in kassan från dagens försäljning vid museets bokhandel. Han passerade då den plats där inbrottstjuvarna senare på natten sågade sig genom taket. Inget tydde på att någon förberett ett inbrott. Strax efter klockan 18:00 anlände en väktare till moderna museet för att avlösa Olsson och vid 19-tiden var museet tömt på besökare. Väktaren aktiverade museets larm och började sitt skift. Klockan 06:45 den 8 november blev väktaren avlöst och städpersonal kom till museet för att snygga upp lokalerna. Vid 08:30 upptäckte en städare att taket till museet var uppsågat och att ett antal tavlor hade stulits. Museiledningen och polis larmas och efter bara några minuter är polisen på plats. Tjuvarna hade tagit sig in genom taket. Fem tavlor och en statyett av Pablo Picasso samt två tavlor av konstnären Georges Braque hade stulits, till ett värde av nästan 500 miljoner kronor. Alla gärningsmän greps och dömdes, men det saknades fortfarande värdefull konst. På sensommaren 1994 greps tre personer i Bryssel när de försökte sälja ett av de stulna verken – Picassomålningen "Kvinna med svarta ögon" ̣– värderad till 48 miljoner kronor. I slutet av januari 1995 avslöjades att ytterligare tre av de stulna konstverken kommit tillrätta, vilka var värderade till ungefär 250 miljoner kronor. Det var Picassos "Källan", ett verk av Braque kallat "Slottet" samt en skulptur av Picasso. 2020 saknas enbart ett av de konstverk som stals vid konstkuppen mot Moderna museet, "Den vita duken" även kallad "Stilleben" som målades av Braque 1928. | [ 13 ]            |
| Villa i Stocksund               | 1989  | Konstföremål värda cirka 20 miljoner kronor stals från en villa i Stocksund utanför Stockholm, sannolikt den hittills största konststölden i Sverige från en privatbostad. | [ 12 ]            |
| Carl Larsson-gården i Dalarna   | 1988  | 47 verk av bland andra Carl Larsson stals från Carl Larsson-gården i Dalarna. Samtliga verk kom senare till rätta. | [ 12 ]            |
| Waldemarsudde                   | 1986  | Fem av de mest dyrbara tavlorna i prins Eugens ateljé på Waldemarsudde i Stockholm stals vid en kupp i november. Bland verken, sammanlagt värderade till fyra-fem miljoner kronor, fanns två målningar av Eugène Delacroix. | [ 12 ]            |